# Luise Kornsand
Luise (auch Louise/Louisa) Kornsand, geb. Lutzweiler (* 11. Juli 1876 in Wilferdingen, heute Remchingen, Enzkreis; † 4. März 1972 in South Dennis, Massachusetts, USA) war eine deutsch-amerikanische Malerin.

## Leben und Wirken
Luise Kornsand wurde als jüngste von fünf Töchtern des Steinbruchbesitzers Johann Lutzweiler im Umland von Karlsruhe geboren. Jung heiratete Luise Lutzweiler den Kaufmann Karl Kornsand. Der Sohn Emil Kornsand wurde am 12. Februar 1894 als einziges Kind des jüdisch-evangelischen Ehepaars im elsässischen Colmar geboren.
Um 1900 zog die Familie nach Karlsruhe, wo Luise Kornsand 1901 an der Malerinnenschule Karlsruhe angenommen wurde und dort bis 1905 studierte. Sie besuchte u. a. die Aktklasse von Ludwig Schmid-Reutte. Außerdem erhielt sie Unterricht bei Julius Schold (1881–1962), einem Meisterschüler Wilhelm Trübners. Ab 1913 waren ihre Arbeiten in der Deutschen Kunstausstellung in Baden-Baden, der Internationalen Frauenkunst-Ausstellung in Turin sowie den Großen Kunstausstellungen in Düsseldorf und Berlin zu sehen.
Der Sohn Emil wurde Musiker und besuchte seit 1911 das Karlsruher Konservatorium. Von dort wechselte er bald nach Berlin, wo er sein Studium, unterbrochen vom Ersten Weltkrieg, zu Beginn der 1920er Jahre abschloss und als Violinist an Berliner Orchestern tätig war, seit 1924 an der Staatsoper. Nach dem Tod ihres Ehemanns im Jahr 1922 zog Luise Kornsand zu ihrem Sohn nach Berlin.
Emil Kornsand, der nach den nationalsozialistischen Rassegesetzen als „Halbjude“ galt, wurde Ende 1937 zwangspensioniert und emigrierte 1938 in die USA. Im März 1939 konnte ihm die Mutter folgen und lebte fortan bei ihrem Sohn, der eine Anstellung beim Boston Symphony Orchestra gefunden hatte, und später auf dessen Landsitz in Hyannis Port/Massachusetts. Obwohl Luise Kornsand durch ihren Sohn über gute Arbeitsbedingungen verfügen konnte, war sie – auch aus Altersgründen – in den USA nicht mehr in der Lage, sich als Künstlerin noch einmal neu zu entfalten. Zu tief waren die traumatischen Erfahrungen in Nazideutschland für sie gewesen. Ihr erhaltenes Œuvre umfasst gut 200 Bilder und besteht überwiegend aus Stillleben und Porträts.
Im Jahr 2018 kaufte die Städtische Galerie Karlsruhe 20 Kohlezeichnungen und Skizzen.